# Von-der-Helm-Straße 2 (Mönchengladbach)

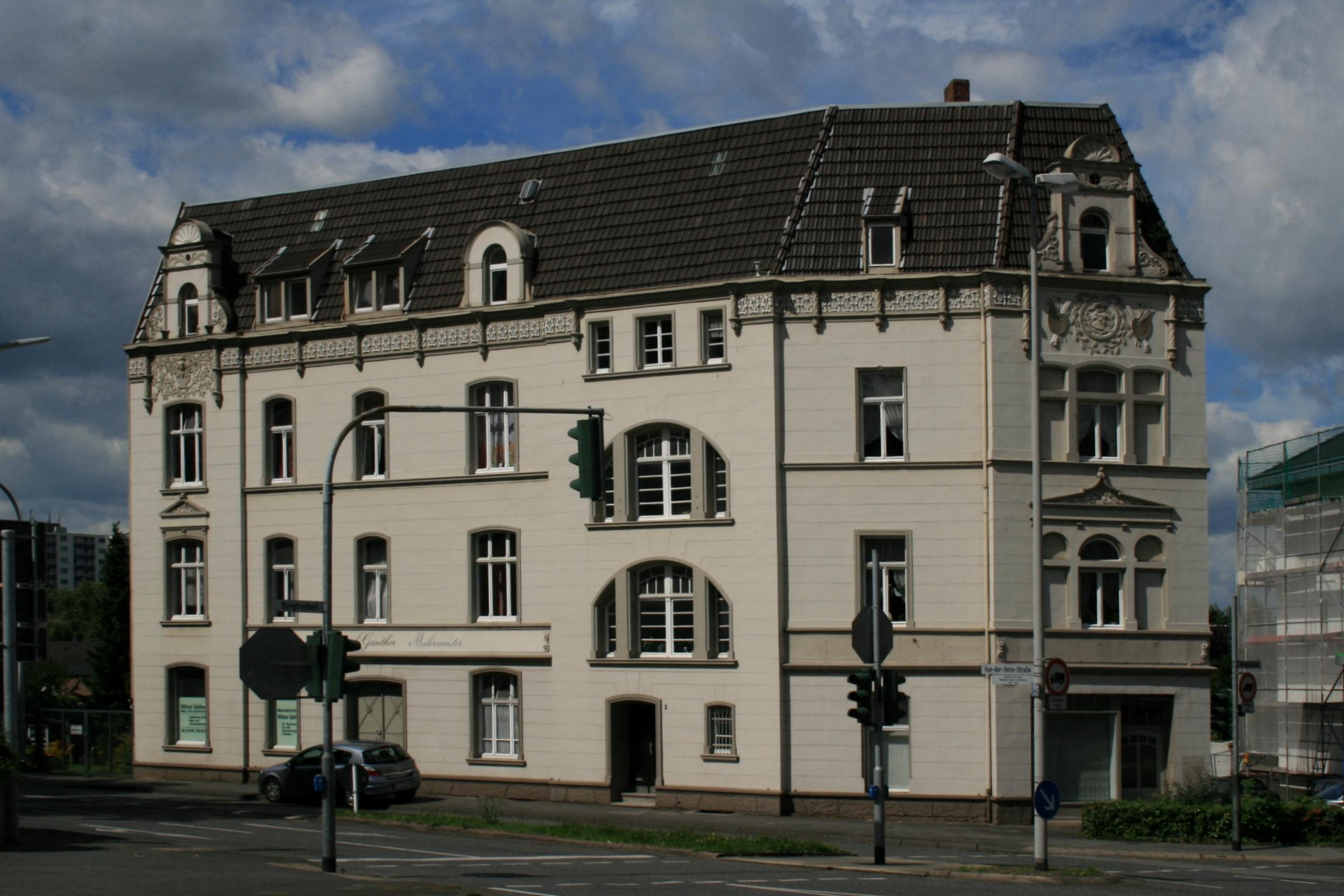
Wohn- und Geschäftshaus (2010)

Das Wohngeschäftshaus Von-der-Helm-Straße 2 steht im Stadtteil Odenkirchen-Güdderath in Mönchengladbach (Nordrhein-Westfalen).
Das Gebäude wurde um 1900 erbaut und unter Nr. V 029 am 11. Februar 2009 in die Denkmalliste der Stadt Mönchengladbach eingetragen.

## Lage
Das Objekt liegt an der innerörtlichen Straßenkreuzung Franz-Rixen-Straße/Hoemenstraße/Burgfreiheit/Laurentiusplatz/Von-der-Helm-Straße in Odenkirchen, unmittelbar nördlich der katholischen St.-Laurentius-Kirche.

## Architektur
Es handelt sich um ein dreigeschossiges, traufständiges Eckhaus unter steil aufragendem, ziegelgedecktem Mansarddach, mit mehrfach abgeknickter Fassade, das sich dem sehr schmalen Parzellenzuschnitt an der Hoemenstraße/Von-der-Helm-Straße anpasst. Das Gebäude besitzt zwei auf diese beiden Straßen ausgerichtete, verputzte und zum Teil stuckierte Schaufassaden. Vier Risalite flankieren drei Fassadenteile, die jeweils durch ein Gurt- und zwei Sohlbankgesimse horizontal gegliedert werden und in einem aufwändig floral gestalteten, um die Risalite verkröpften Traufgesims enden. Das längere, durch drei Achsen hochrechteckiger Fenster mit Stichbogen gegliederte Fassadenteil ist auf die katholische Kirche St. Laurentius und die Von-der-Helm-Straße, das kurze mittlere, durch eine Fensterachse geprägte Fassadenteil auf die Hoemenstraße ausgerichtet.
Das Objekt ist bedeutend für die Geschichte des Menschen und für Städte und Siedlungen. An seiner Erhaltung und Nutzung besteht ein öffentliches Interesse aus wissenschaftlichen, insbesondere architekturgeschichtlichen, ortsgeschichtlichen, und städtebaulichen Gründen.